# Carità (Andrea del Sarto)
La Carità è un dipinto a olio su tavola trasferito su tela (185x137 cm) di Andrea del Sarto, firmato, datato 1518 e conservato nel Museo del Louvre di Parigi.

## Storia
L'opera è una delle scarse testimonianze dell'opera di Andrea del Sarto in Francia, alla scuola di Fontainebleau di Francesco I, dove era stato chiamato a sostituire l'anziano Leonardo da Vinci. In particolare è l'unica opera sicuramente attribuibile a quel periodo, circoscritto tra il giugno 1518 e il marzo 1519, grazie all'iscrizione nel cartiglio in basso a sinistra: ANDREAS. SARTUS. FLORENTINUS. ME PINXIT MDXVIII.

## Descrizione e stile
Si tratta di una personificazione della Carità, accompagnata dai suoi attributi tradizionali: i bambini che protegge e allatta, il vaso ardente ai suoi piedi e la melagrana in primo piano, simbolo d'abbondanza.
La scena è costruita secondo lo schema principe dell'arte toscana del periodo, quello piramidale, già sfruttato da Leonardo e da Raffaello. La figura della Carità sta seduta con le gambe piegate verso destra, due fanciulli in grembo (uno si sta allattando) e un terzo che riposa su un masso, appoggiato su un lembo di tessuto azzurro. La plasticità delle figure ricorda le opere di Michelangelo.
Il paesaggio idealizzato nello sfondo mostra una montagnola che decresce verso destra, dove si trovano alberelli, un castello e alcune figurette.
Molto originale appare la stesura del colore, dotata di una qualità pittorica gessosa, in cui si ravvisano i primi segni di una crisi, che i contemporanei Rosso Fiorentino e Pontormo indirizzarono nelle deformazioni manieristiche.